# المحافظة الوسطى (سريلانكا)
أعراق المحافظة الوسطى (تعداد 2012)
المحافظة الوسطى هي إحدى المحافظات التسع في سريلانكا، تبلغ مساحتها 5,674 كيلومترًا مربعًا ويبلغ عدد سكانها 2,421,148 نسمة وهي ثاني أكثر المحافظات كثافة سكانية. عاصمتها مدينة كاندي عاصمة منطقة المحافظة منذ عام 1469. تقع المقاطعة في المنطقة الجبلية الوسطى وتحدها المحافظة الشمالية الوسطى من الشمال ويوفا من الشرق والشمالية الغربية من الغرب وساباراغاموا من الجنوب والغرب.  
تشتهر المحافظة بإنتاج الشاي السيلاني الذي بدأ البريطانيون زراعته في ستينيات القرن التاسع عشر. تجذب تلالها ومواقع التراث العالمي لليونسكو الأربع التي بها العديد من السياح.

## التاريخ
قسم البريطانيون سريلانكا إلى محافظات عام 1833. لم تكن للمحافظات أي سلطة قانونية حتى عام 1987 عندما منحها التعديل الثالث عشر لدستور سريلانكا صلاحيات إدارية عبر مجالس المحافظات.